# Polygone régulier
Pour les articles homonymes, voir régulier.

Le pentagone régulier convexe.

Un ennéagone régulier étoilé.

En géométrie euclidienne, un polygone régulier est un polygone à la fois équilatéral (tous ses côtés ont la même longueur) et équiangle (tous ses angles ont la même mesure). Un polygone régulier est soit convexe, soit étoilé.
Tous les polygones réguliers convexes d'un même nombre de côtés sont semblables. Tout polygone régulier étoilé de n côtés a une enveloppe convexe de n côtés, qui est un polygone régulier. Un entier n supérieur ou égal à 3 étant donné, il existe un polygone régulier convexe de n côtés.
Dans certains contextes, tous les polygones considérés seront convexes et réguliers. Il est alors d'usage de sous-entendre les deux épithètes « convexe régulier ». Par exemple, toutes les faces des polyèdres uniformes doivent être convexes et régulières et les faces seront décrites simplement en tant que triangle, carré, pentagone, etc.
Les multiples propriétés des polygones réguliers ont conduit à leur étude mathématique depuis l'Antiquité et à diverses interprétations symboliques, religieuses ou magiques.

## Propriétés générales

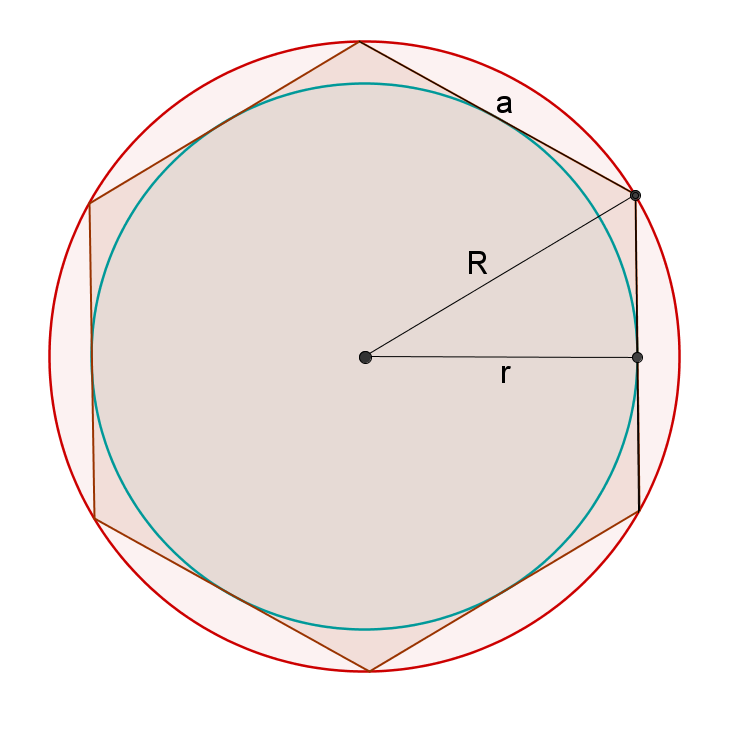
Hexagone régulier de côté a, inscrit dans un cercle. Le rayon du polygone est R, égal à celui de son cercle circonscrit.

### Caractérisations
Un polygone est régulier si et seulement s'il est à la fois équilatéral et inscriptible (dans un cercle).Le centre et le rayon de ce cercle sont alors appelés le centre et le rayon du polygone.
Un polygone est régulier si, et seulement s'il existe une rotation qui envoie chaque sommet sur le suivant.Cette rotation (unique) envoie alors aussi chaque côté sur le suivant.
Tout polygone régulier est donc non seulement à la fois équilatéral et équiangle (par définition) mais même à la fois isotoxal et isogonal.
Un polygone à n côtés est régulier si et seulement si son groupe de symétrie est « le plus gros possible » : d'ordre 2n.Ce groupe est alors le groupe diédral Dn, constitué des rotations de Cn (le groupe de symétrie de rotation d'ordre n — si n est pair, le polygone a donc un centre de symétrie) et de n symétries axiales dont les axes passent par le centre. Si n est pair, alors la moitié de ces axes passent par deux sommets opposés, et l'autre moitié par les milieux de deux côtés opposés. Si n est impair, alors chaque axe passe par un sommet et le milieu du côté opposé.

### Propriétés supplémentaires
Tout polygone régulier est autodual.En effet, la rotation mentionnée ci-dessus caractérise complètement le polygone (à similitude directe près).
Les polygones réguliers à n sommets (considérés à similitude près) sont en bijection avec les entiers premiers avec n et compris entre 1 et n/2
(donc pour n > 2, il y en a φ(n)/2, où φ désigne l'indicatrice d'Euler).En effet, la rotation est d'ordre n donc son angle mesure 2kπ/n rad pour un certain entier k premier avec n. De plus, deux angles donnent le « même » polygone si et seulement s'ils sont égaux ou opposés.

### Construction à la règle et au compas
Un polygone régulier (convexe ou étoilé) à n arêtes peut être construit avec la règle et le compas si et seulement si n est le produit d'une puissance de 2 par des nombres premiers de Fermat distincts (cf. l'article « Théorème de Gauss-Wantzel »). Les seuls nombres premiers de Fermat connus sont 3, 5, 17, 257 et 65 537.

## Polygones réguliers convexes
Le polygone régulier convexe à n côtés correspond à l'angle de rotation 2π/n.

### Angles
Pour un polygone convexe régulier à n côtés.
- Angle au centre :
Les n angles au centre sont égaux et leur somme vaut 360°. Un angle au centre a donc pour valeur :2π/n radians, soit 360/n degrés.
- Angle externe :
Par le même raisonnement, un angle externe vaut également 360°/n.
- Angle interne :
Il est supplémentaire de l'angle externe (ou de l'angle au centre) et a donc pour valeur :{\displaystyle 180-{\frac {360}{n}}={\frac {(n-2)\times 180}{n}}} degrés ou (n – 2)π/n radians ou encore (n – 2)/2n tours.

### Apothème et rayon

Un apothème de l'hexagone régulier convexe.

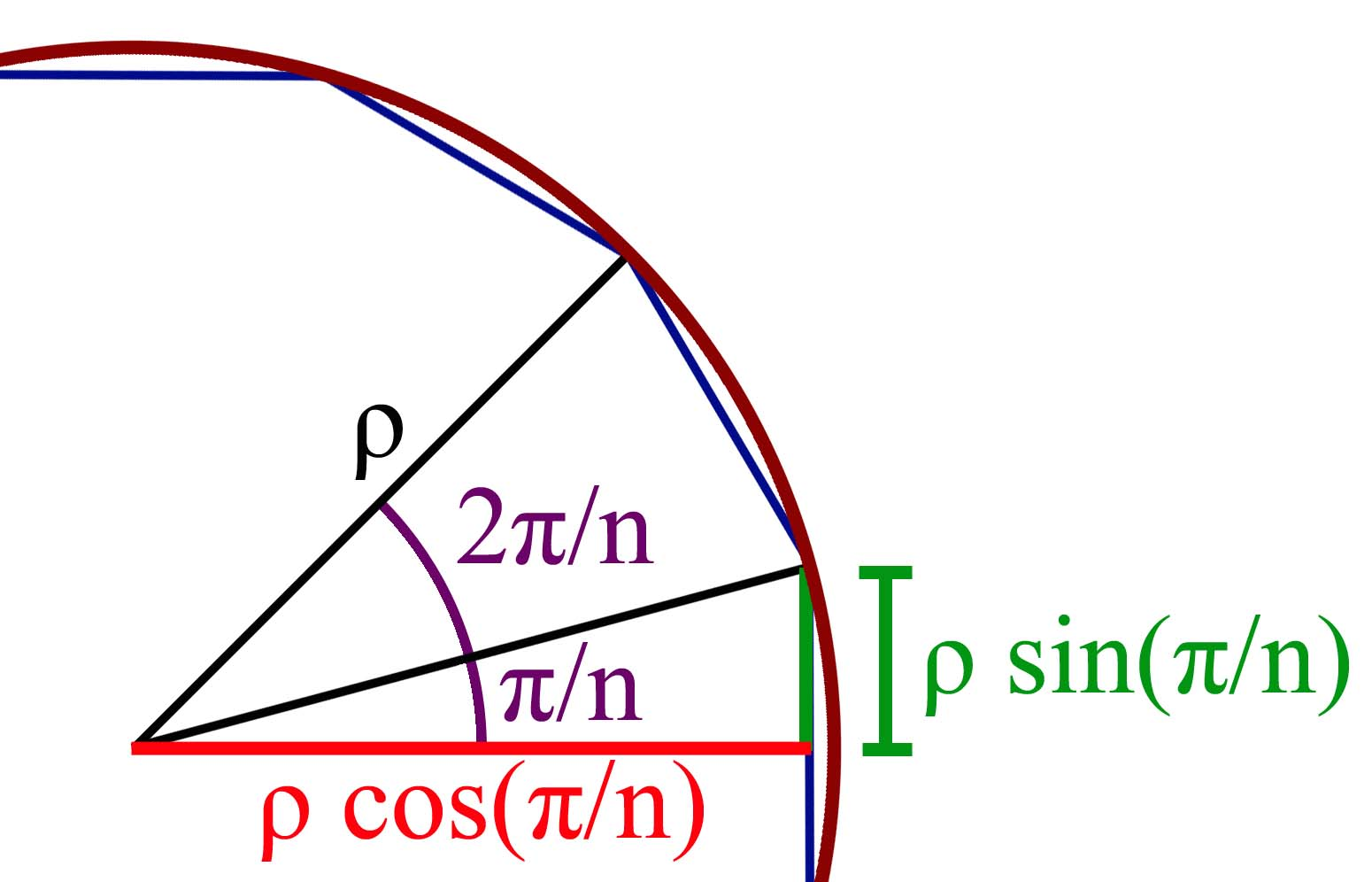
L'apothème h (en rouge) et le demi-côté c (en vert) sont les produits du rayon ρ (en noir) par le cosinus et le sinus du demi-angle au centre π/n.

La distance entre le centre du polygone et chacun des côtés est appelée l'apothème (c'est le rayon du cercle inscrit).
La donnée d'une des trois longueurs (côté a, rayon ρ ou apothème h) permet de connaître les deux autres et donc de caractériser le polygone.
Si l'on note c = a/2 la moitié du côté a d'un polygone régulier à n côtés, ces longueurs sont liées par le théorème de Pythagore :
{\displaystyle h^{2}+c^{2}=\rho ^{2}}
et par les formules de trigonométrie suivantes (les angles étant exprimés en radians) :
{\displaystyle h=\rho \cos \left({\frac {\pi }{n}}\right)\quad {\rm {et}}\quad c=\rho \sin \left({\frac {\pi }{n}}\right)\quad {\rm {donc}}\quad c=h\tan \left({\frac {\pi }{n}}\right),}
dont on déduit respectivement :
{\displaystyle \rho ={\frac {h}{\cos(\pi /n)}},\quad \rho ={\frac {a}{2\sin(\pi /n)}}\quad {\rm {et}}\quad h={\frac {a}{2\tan(\pi /n)}}.}

### Périmètre et aire
Le périmètre P d'un polygone régulier convexe à n côtés (n ≥ 3) de longueur a est bien sûr égal à na. Quant à son aire S , c'est la somme des aires de n triangles (isocèles) de hauteur h (l'apothème) et de base a, donc :
Des relations précédentes entre a, h et le rayon ρ du polygone, on déduit alors :
la dernière égalité utilise en outre une identité trigonométrique : {\displaystyle \sin x\times \cos x={1 \over 2}\sin {2x}}.
Puisque sin x est équivalent à x quand x tend vers 0, le périmètre tend vers 2πρ quand n tend vers l'infini, et l'aire vers πρ2. On retrouve bien la circonférence du cercle et l'aire du disque.
Les polygones convexes réguliers ont une propriété remarquable, connue depuis les Grecs. Parmi tous les polygones de même nombre de côtés et de même périmètre, celui qui est convexe régulier possède la plus grande aire. Cette aire, toujours plus petite que celle du cercle de même rayon, s'en rapproche au fur et à mesure que n devient plus grand. Ces propriétés sont traitées dans l'article « Isopérimétrie ».

## Polygones réguliers non convexes

Le pentagramme.

Un exemple de polygone régulier étoilé (ce qui équivaut à « régulier croisé », ou à « régulier non convexe ») est le pentagramme, qui a les mêmes sommets que le pentagone régulier convexe, mais qui est connecté par des sommets alternés.
Les premiers polygones étoilés sont :
- Pentagramme - {5/2}
- Heptagrammes - {7/2}, {7/3}
- Octagramme - {8/3}
- Ennéagrammes - {9/2}, {9/4}
- Décagramme - {10/3}

## Polyèdres
Un polyèdre uniforme est un polyèdre avec des polygones réguliers pour faces tels que pour chaque paire de sommets, il existe une isométrie appliquant l'un sur l'autre. Le mot polygone vient du mot poly (plusieurs) et gone (angles).